# Paramesosella alboplagiata
Paramesosella alboplagiata là một loài bọ cánh cứng trong họ Cerambycidae.